# Апостольский нунций на Ямайке
Апостольский нунций в Королевстве Ямайка — дипломатический представитель Святого Престола на Ямайке. Данный дипломатический пост занимает церковно-дипломатический представитель Ватикана в ранге посла. Апостольская нунциатура на Ямайке была учреждена на постоянной основе 20 июля 1979 года.
В настоящее время Апостольским нунцием на Ямайке является архиепископ Сантьяго Де Вит Гусман, назначенный Папой Франциском 12 ноября 2022 года.

## История
Апостольская нунциатура на Ямайке была учреждена на постоянной основе 20 июля 1979 года, папой римским Иоанном Павлом II, отделяя её от апостольской делегатуры на Антильских островах. Однако апостольский нунций не имеет официальной резиденции на Ямайке, в его столице Кингстоне и является апостольским нунцием по совместительству, эпизодически навещая страну. Резиденцией апостольского нунция на Ямайке является Порт-оф-Спейн — столица Тринидада и Тобаго.

## Апостольские нунции на Ямайке
- Поль Фуад Табет — (9 февраля 1980 — 11 февраля 1984 — назначен апостольским про-нунцием в Белизе);
- Мануэл Монтейру де Каштру — (16 февраля 1985 — 21 августа 1990 — назначен апостольским нунцием в Сальвадоре);
- Эудженио Сбарбаро — (7 февраля 1991 — 26 апреля 2000 — назначен апостольским нунцием в Югославии);
- Эмиль-Поль Шерриг — (8 июля 2000 — 22 мая 2004 — назначен апостольским нунцием в Корее);
- Томас Галликсон — (15 декабря 2004 — 21 мая 2011 — назначен апостольским нунцием на Украине);
- Никола Джирасоли — (29 октября 2011 — 16 июня 2017 — назначен апостольским нунцием в Перу);
- Фортунатус Нвачукву — (4 ноября 2017 — 17 декабря 2021 — назначен постоянным наблюдателем Святого Престола при отделении ООН и специализированных учреждений ООН в Женеве);
- Сантьяго Де Вит Гусман — (12 ноября 2022 — по настоящее время).